# Кей, Джей
Джей Кей (англ. Jay Kay, JK, имя при рождении — Джейсон Луис Читэм (англ. Jason Luís Cheetham); род. 30 декабря 1969 года, Стретфорд, Ланкашир, Англия) — британский певец и автор песен, создатель и солист группы Jamiroquai.

## Биография

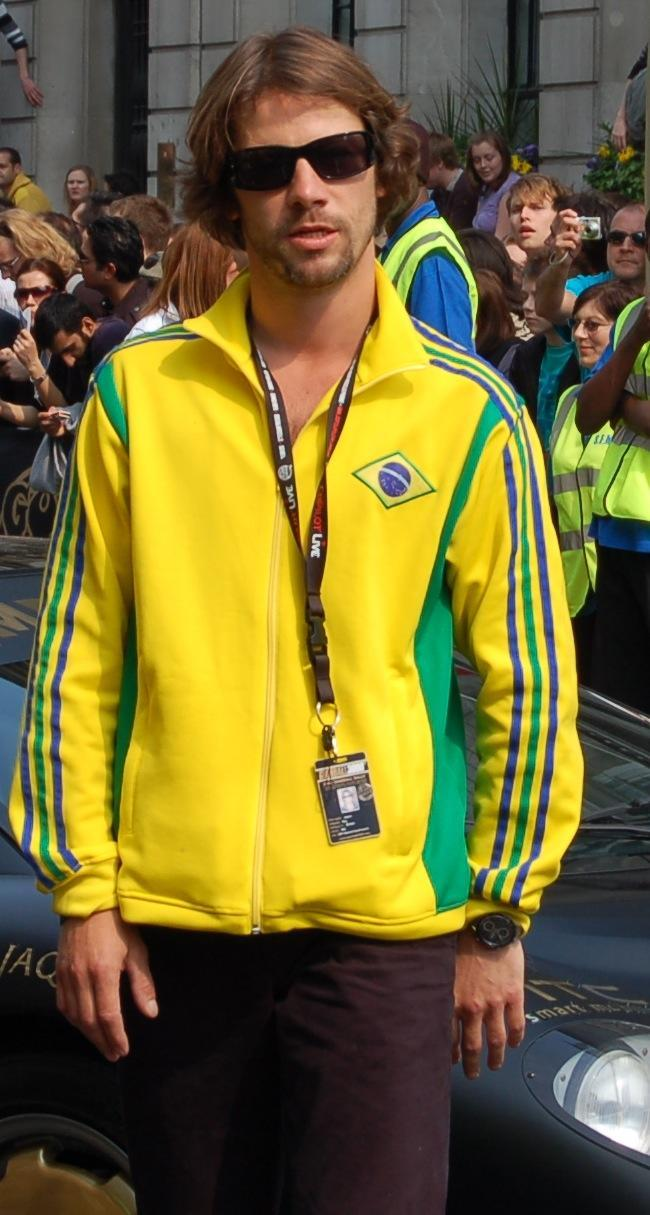
Джей Кей в 2007 году

Джей Кей воспитывался матерью-одиночкой джазовой певицей Карен Кей еврейского происхождения (Читэм — фамилия приёмной семьи, в которой воспитывалась Карен). Его отец, португальский музыкант, оставил семью вскоре после рождения Джейсона. Окончив школу, Джей Кей зарабатывал на жизнь на улицах, воруя, торгуя марихуаной и героином (имел сильную зависимость от тяжелых наркотиков). Однако после уличной драки, в которой его пытались зарезать, а потом арестовали за преступление, которого он не совершал, Джей Кей решил изменить образ жизни и заняться музыкой.
После неудачного прослушивания в группу The Brand New Heavies Джей Кей решает собрать собственную группу под названием Jamiroquai. Свою первую демозапись «When You Gonna Learn?» он сделал с помощью знакомых музыкантов, и после того, как она прозвучала в радиоэфире, он подписал контракт на выпуск сингла с лейблом «Acid Jazz».

## Личная жизнь
Жизнь Джея Кея была объектом внимания прессы с тех пор, как вышел первый альбом Jamiroquai Emergency on Planet Earth. Джея Кея обвиняли в том, что он подражает Стиви Уандеру и приобретает дорогие спортивные автомобили, в то время как сам выступает за защиту окружающей среды. После выхода альбома The Return of the Space Cowboy Джей Кей снова приковал к себе внимание общественности тем, что активно выступал за легализацию марихуаны.
После успеха альбома Travelling Without Moving Джей Кей приобрёл особняк в Букингемшире недалеко от Лондона, где построил собственную студию звукозаписи.
Помимо этого он стал коллекционировать дорогие спортивные автомобили. Несколько раз его лишали водительских прав за превышение скорости.